# Грейндж-Кон

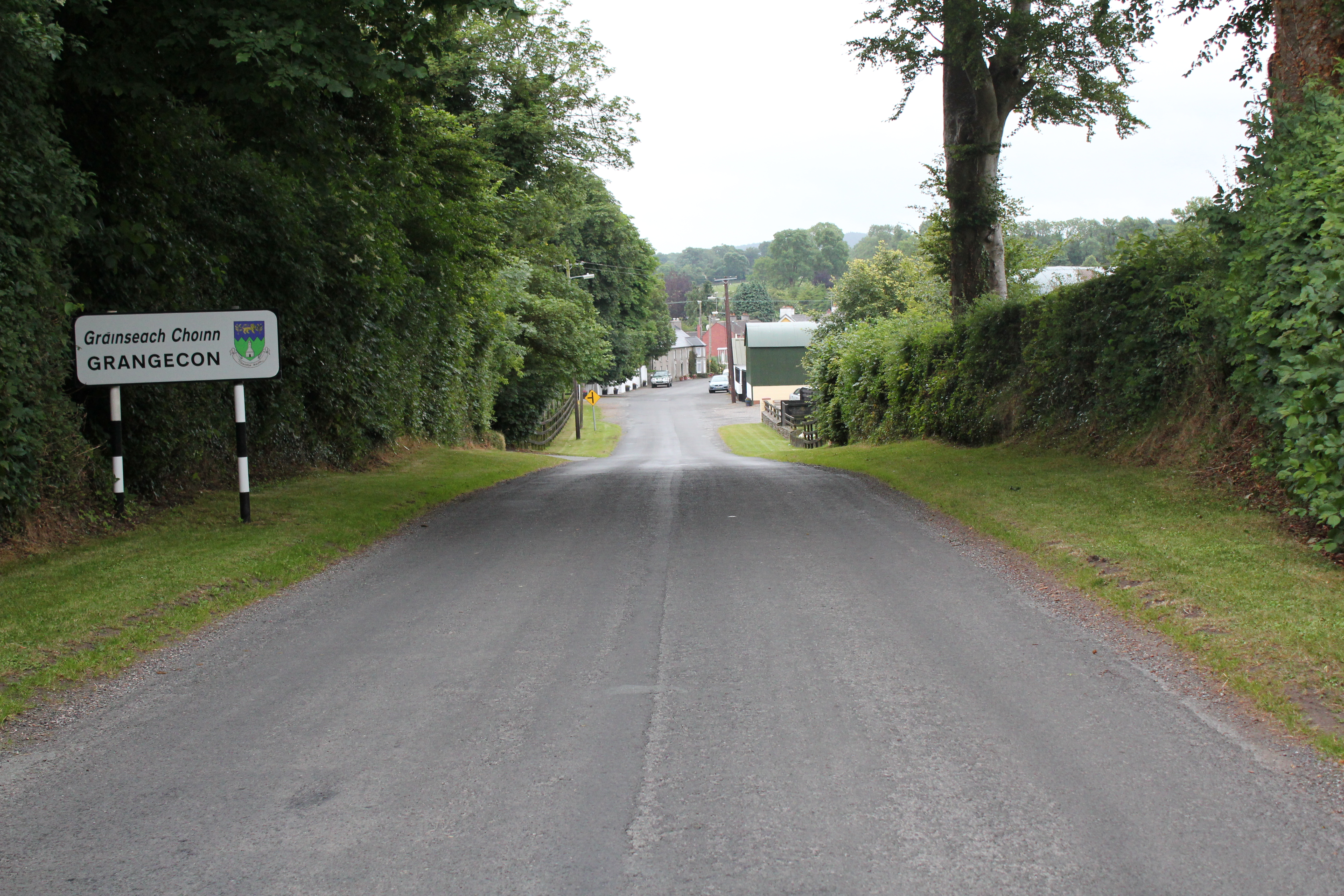

Грейндж-Кон (англ. Grangecon; ирл. Gráinseach Choinn) — деревня в Ирландии, находится в графстве Уиклоу (провинция Ленстер) между Балтинглассом и Данлавином.